# 老木
老木（1963年—2020年11月27日），本名刘卫国，江西萍乡人，1984年毕业于北大中文系，1989年因参与八九民运而流亡法国，2016年被送回国，2020年在家乡江西萍乡逝世。他主编的《新诗潮诗集》曾作为哥伦比亚大学参考书。

## 生平
老木本名刘卫国，1963年生于江西省宜春专区萍乡市，1979年考入北京大学中文系。
进入北大就读以后，老木很快成为学生中的一名活跃分子，曾担任中文系学生会主席、学校“五四文学社”副社长等职务，后来以该社的名义编写了《新诗潮诗集》和《青年诗人谈诗》，又和中文系同学周立文、胡春华等创办了校园文学杂志《启明星》。西渡称：“《新诗潮诗集》迄今仍然是‘朦胧诗’的历史成绩最好的检阅和总结。”此外，他本身亦是一名诗人，并取了“老木”这一笔名，他创作的诗集《你在火的上面歌唱》在当时也流传甚广，有观点将他与西川、海子、骆一禾并称为“北大诗歌四才子”。
1984年大学毕业后，老木被分配至北京市委党校工作。1986年开始的反对资产阶级自由化运动中，老木编写的《新诗潮诗集》被批判为反面教材，这导致他不得不离开党校，前往《文艺报》担任记者。这一时期，他也开始介入政治运动。
1989年2月，老木协助陈军、北岛等知识分子共同推动了声援方励之的《北京文化界33人公开信》的联署，为当年的学生运动提供了先声。学生运动开始后，老木最开始曾与其他知识分子一同参与声援、劝阻等活动。5月，知识界开始参与运动，老木曾担任以陈子明、王军涛等人为首的“首都各界爱国维宪联席会议”宣传部长，后来又兼任“天安门广场绝食指挥部”宣传部副部长。

### 流亡法国
6月六四事件发生，以司徒华为首的香港人发起“黄雀行动”以营救遭中国政府通缉的学运领导人，老木成为了“黄雀行动”的第一批受助者之一。他在香港停留一段时间后抵达法国，并在当地参与了民主中国阵线的建立，当选为其总部监事会监事。
1993年1月，民主中国阵线和中国民主团结联盟在美国华盛顿召开大会，成立了中国民主联合阵线，简称“民联阵”。但民联阵自成立之日起就因内部政治分歧而处于事实上的分裂状态，许多原民阵、民联代表不承认合并后的新组织，转而重新组织了民阵线，而老木承认的是合并后的新组织，因而他继续留在民联阵之中。同年，老木的女友突然去世，此事对老木的影响极大，他一度因女友的离世而处于精神失常的边缘。
1995年，行为失常的老木曾在其朋友家小住，却给朋友带来了许多困扰。有人劝老木回国，但老木因不愿去大使馆写悔过书而无法回国。此后，老木开始在法国街头流浪，但这一时期，并没有与流亡群体完全失联。

### 被送回国
2000年以后，由于老木的精神状态日渐恶化，他逐渐和流亡群体完全脱离联系，混迹在巴黎的流浪者之中。2013年9月，北大中文系79级召开本科毕业30年同学会，老木同班同学高远东教授在网上发表《刘卫国，你在哪里？》，以寻找老木。2014年起，老木朋友及家人开始一同寻找老木。老木的北大同学捐款数十万人民币，组织起了一个庞大的寻人网络，并委托六四事件时的中央戏剧学院学生、后来同样流亡至法国的王龙蒙等人协助寻找。帮忙寻找的汉学家潘鸣啸等人一度找到并跟踪了老木，可老木总是逃脱了。老木的亲人赶到巴黎，可老木已不认识他们。
2015年12月，老木二弟和王龙蒙及其他几位朋友，在巴黎的一处爱心食堂再次找到老木，并凭借中法两国使馆认证的亲属关系公证书，把他送至巴黎二十区的精神病院（Etablissement public de santé Maison Blanche）。
2015年12月20日，记者韩荣利采访刘卫国时，刘卫国在视频中明确声明:“我是refuge（庇护难民），不能回中国，除非习近平担保，除非平反‘六四’之后我可以回国，否则我回中国会坐牢！”同时亦有声音认为，老木不应该被送回他曾逃离的中国，然而寻找老木的亲友团体则认为，老木作为一名患有精神疾病的病人，在国内可以得到比在国外更好的帮助和照料，因而引发了“被回国”争议。
2016年5月9日，老木在亲人的陪伴之下回到中国，并亲自签字确认放弃了法国难民身份。同时，中国政府也限制了他接受记者采访的自由，同时剥夺了他的医保和低保。

### 去世
回到中国之后，老木多数时间待在家乡江西萍乡，神智恢复得不错，有时还在家乡的图书馆担任义工。受长期流浪生活的影响，老木患有肝病，2019冠状病毒病疫情期间患上肝癌。26日晚，老木不慎跌倒，因戳破肝部肿瘤而去世，享寿57岁。由于老木一生并未婚娶，也没有子女，他的遗体翌日早晨才被其家人发现，王丹、廖亦武等人在社交媒体发文悼念。